# Nicaragua - det bevæbnede paradis
|  | Denne artikel er oprettet af botten Steenthbot ud fra en ekstern database. Den kan derfor have sproglige fejl eller mangler. Denne skabelon kan fjernes efter kontrol af indholdet. |

Nicaragua - det bevæbnede paradis er en dansk dokumentarfilm fra 1984 instrueret af Bjørn Erichsen.

## Handling
Reportage om Kirsten Thorup og andre fredsvagters besøg i Nicaragua